# 陣内孝雄
陣内 孝雄（じんのうち たかお、1933年〈昭和8年〉8月24日 - ）は、日本の政治家・官僚。元参議院議員（4期）。佐賀県神埼郡神埼町（現・神埼市）出身。佐賀県立佐賀高等学校（現・佐賀県立佐賀西高等学校）、京都大学工学部土木工学科卒。同大学院修了。

## 来歴・人物
1958年、建設省に入省。近畿地方建設局企画部長や九州地方建設局長などを経て、1988年1月12日に建設省河川局長を最後に退官。同年4月10日、三池信元郵政大臣の死去に伴う参議院議員補欠選挙に佐賀県選挙区から出馬し、初当選。以後、当選4回。その間、自民党佐賀県連会長、農林水産政務次官・参議院予算委員長・小渕第1次改造内閣の法務大臣などを歴任。
保守派の政治家であり、靖国神社に替わる国立追悼施設建設に反対し、靖国神社参拝に関しても法相在任中に例大祭で献灯を行っている。また、選択的夫婦別姓制度導入にも反対するなど、ジェンダー問題でも保守の立場をとる。自民党では竹下→小渕→橋本→津島派に所属し、副会長（参院会長）を務めた。
2005年7月13日、参議院の「郵政民営化に関する特別委員会」委員長となる。陣内は元々郵政法案には批判的であり、この人事には法案反対派を牽制する参院自民党執行部の狙いがあったと見られる。2007年の第21回参議院議員通常選挙に立候補の予定であったが、同年5月19日の自民党佐賀県連の総務会で公認辞退が了承された。理由としては、知事選の分裂選挙や郵政選挙で対立が深まった県連内部の問題が挙げられる。

## 不祥事
- 2007年6月22日、佐賀地裁は、アルゼンチン国債の債務不履行により破産した佐賀商工共済協同組合の元組合員が、適切な情報開示を怠ったとして提起した訴訟[1]において、陣内ら当時の役員3人に約10億3500万円の損害賠償責任を認め、県にも約5億5600万円の限度で損害賠償責任を認めた。佐賀県は佐賀商工共済の元組合員に対し損害賠償を支払った。県は陣内を含む元経営陣5人に対し求償請求の訴訟を起こしている。
- 政治家の年金未納問題が注目された際に年金の未納が発覚している[2]。

## 政治資金
- 九州新幹線の建設工事・役務の受注企業から陣内の資金管理団体および県連・支部が、1995年から2001年までの7年間で3830万円を超える政治献金を受けていた[3][4]。
- 熊本・川辺川ダムなどを受注した企業から、1985年から2000年にかけて2370万円の献金を受けていた[5][6]。

## 所属していた団体・議員連盟
- 神道政治連盟国会議員懇談会
- 日韓議員連盟

## 著作
- 「この国を考える「夢の歴史回廊を未来へつなぐ」
- 「琵琶湖水管理における水門予測システムに関する研究」(25)
- 「地球上の天意に沿う記念碑を」 『月刊自由民主』（通号584）、2001年 、90～102頁。